# إدارة مركزية
الإدارة المركزية (بالإنجليزية: Central administration) هي الهيئة الرائدة أو الرئيسية أو مجموعة الأفراد العاملين في هذه الهيئة، وتمثل أعلى مستوى إداري يشرف على جميع أقسام المؤسسة الأقل منه من الناحية الإدارية.

## التعليم
ستجد في معظم الحالات أن المدرسة أو منطقة المدرسة تحتوي على مجموعة بارزة من الأشخاص كجزء من إدارتها المركزية. في منطقة المدرسة، قد تشتمل هذه المصطلحات على مشرف (تعليمي) ومدير عمليات ومدير مدرسة و/أو أدوار قيادية أخرى في قسم معين أو أكثر. عادة ما يتم تعيين الأشخاص في الإدارة المركزية عن طريق مجلس الإدارة، مثل مجلس التعليم. ويمكن مقارنتهم مع بعض المناصب مثل المدير التنفيذي. ويعد منصبهم الوظيفي فوق باقي الإدارات، مما يتطلب مهارات القيادة. ولموظفي الإدارة المركزية الرقابة والإشراف التنفيذيين على إدارة المدرسة و/أو منطقة المدرسة. وهذا القسم موجود أيضًا في الجامعات إضافة إلى أن له دورًا رئيسيًا في تنظيم الإدارة. وغالبًا ما تُكلف الإدارة بحماية البيانات والتخطيط لمواجهة الكوارث وغيرها من المناطق.

## الحكومة
في العديد من الدول تعد الإدارة المركزية جزءًا رئيسيًا من الخدمة العامة، في المملكة المتحدة على سبيل المثال - تدعم الإدارة المدير التنفيذي ومناطق رئيسية أخرى.
وفي الولايات المتحدة، تحتوي العديد من الأجهزة الحكومية على إدارة مركزية على سبيل المثال مكتب مدير المرافق الإصلاحية تحت وصاية الجهاز التابع له.
وهذه الإدارة المركزية لها دور بارز في أجهزة الدولة المختلفة، ففي الهند لها دور محوري في الخدمة العامة. وتلعب أيضًا دورًا رئيسيًا في اتخاذ القرارات اللازمة في العديد من الدول، ففي باكستان (على الحدود مع الهند) على سبيل المثال كان هناك نقاش حول ما إذا كان على الحكومة جلب المناطق القبلية المتمردة فكريًا في إطار إحكام رقابة الإدارة المركزية.

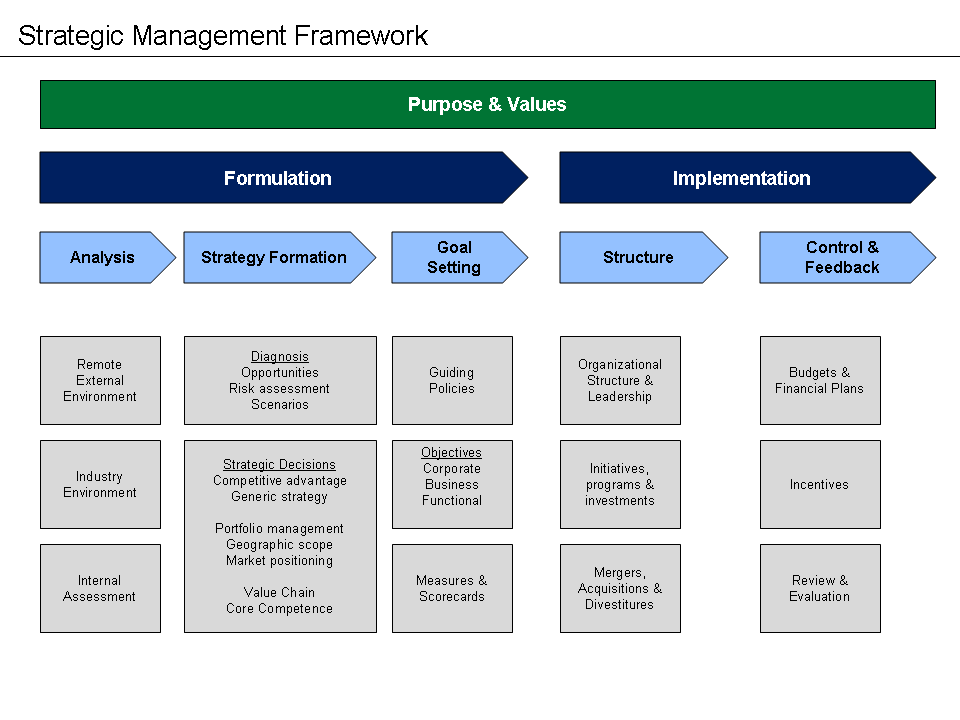
تمثل الإدارة المركزية في عالم التكنولوجيا مصدرًا رئيسيًا مع فرق التطوير. وتكلف أقسام الإدارة المركزية في كثير من الأحيان بتوفير دعم تكنولوجيا المعلومات لمختلف المنظمات وتوفير الدعم التكنولوجي الرئيسي.

## المنظمات
في العديد من المناطق الأخرى تؤدي «الإدارة المركزية» دورًا رئيسيًا في مجال عملها. وتمثل الإدارة المركزية في عالم التكنولوجيا مصدرًا رئيسيًا مع فرق التطوير. وتكلف أقسام الإدارة المركزية في كثير من الأحيان بتوفير دعم تكنولوجيا المعلومات لمختلف المنظمات وتوفير الدعم التكنولوجي الرئيسي. وتعني طبيعة هذا الدور أن المهنيين في هذه الإدارة لهم سلطة عالية في الوصول إلى نظم الكمبيوتر الشخصي (مديرو المجال وغيرهم) لاحتياجهم لذلك من أجل أداء المهام التي تتضمن إنشاء تعديلات على حسابات المستخدمين.

## البرمجيات
قد تشير الإدارة المركزية في مجال البرمجيات إما إلى الأشخاص داخل الإدارة أو أجهزة التشغيل والتطبيقات وأدوات أخرى التي تساعدها في أداء وظيفتها.
وتمثل الإدارة المركزية جزءًا من خادم ويندوز شير بوينت، الذي يسمح لمسؤولي النظام أو هؤلاء الموجودين في أقسام الإدارة المركزية بإمكانية ترتيب أولويات المهام المختلفة إضافة إلى أنه يسمح للمستخدمين بعرض الموارد والخدمات الحالية.